# Lampaloh
Lampaloh is een bestuurslaag in het regentschap Banda Aceh van de provincie Atjeh, Indonesië. Lampaloh telt 558 inwoners (volkstelling 2010).